# チェロ協奏曲の一覧
チェロ協奏曲の一覧。
チェロ協奏曲を作曲家別に五十音順に並べた一覧。
現時点では、記事になっている曲、他言語版や知名度からして将来的に記事化される可能性が高い曲などをリストにしている。
| 目次     | 目次 | 目次 | 目次 | 目次 | 目次 | 目次 | 目次 | 目次 | 目次 | 目次 |    |
| -------- | ---- | ---- | ---- | ---- | ---- | ---- | ---- | ---- | ---- | ---- | -- |
| 関連項目 | わ   | ら   | や   | ま   | は   |      | な   | た   | さ   | か   | あ |
| 関連項目 |      | り   |      | み   | ひ   |      | に   | ち   | し   | き   | い |
| 関連項目 |      | る   | ゆ   | む   | ふ   |      | ぬ   | つ   | す   | く   | う |
| 関連項目 |      | れ   |      | め   | へ   |      | ね   | て   | せ   | け   | え |
| 関連項目 |      | ろ   | よ   | も   | ほ   |      | の   | と   | そ   | こ   | お |

## 曖昧さ回避
- チェロ協奏曲第1番
- チェロ協奏曲第2番

## あ行

### あ
- チェロとオーケストラのための「コンチェルト・オスティナート」(芥川也寸志)
- チェロ協奏曲 (アホ)

### う
- チェロ協奏曲 (ヴァインベルク)
- チェロ協奏曲第1番 (ヴィラ＝ロボス)
- チェロ協奏曲第2番 (ヴィラ＝ロボス)
- チェロ協奏曲 (ウォルトン)

### え
- チェロ協奏曲 (エルガー)

### お
- チェロ協奏曲 (尾高尚忠)

## か行

### か
- チェロ協奏曲第1番 (カバレフスキー)
- チェロ協奏曲第2番 (カバレフスキー)

### く
- チェロ協奏曲第1番 (グラス)
- チェロ協奏曲 (グルダ)

## さ行

### さ
- 室内音楽 (サッリネン)
- チェロ協奏曲 (サッリネン)
- チェロ協奏曲 (サリヴァン)
- チェロ協奏曲第1番 (サン＝サーンス)
- チェロ協奏曲第2番 (サン＝サーンス)

### し
- チェロ協奏曲 (シューマン)
- チェロ協奏曲第1番 (ショスタコーヴィチ)
- チェロ協奏曲第2番 (ショスタコーヴィチ)
- チェロ協奏曲第1番 (ジョリヴェ)

## た行

### ち
- チェロと管弦楽のための協奏曲 (チェルハ)
- ロココの主題による変奏曲 (チャイコフスキー)

### て
- チェロ協奏曲第1番 (ティシチェンコ)

### と
- チェロ協奏曲 (ドヴォルザーク)

## は行

### は
- チェロ協奏曲第1番 (ハイドン)
- チェロ協奏曲第2番 (ハイドン)
- チェロ協奏曲 (ハチャトゥリアン)
- チェロと管弦楽のためのコンチェルト・ラプソディー (ハチャトゥリアン)
- チェロ協奏曲 (バーバー)
- チェロ協奏曲第1番 (ハーバート)
- チェロ協奏曲第2番 (ハーバート)

### ふ
- チェロ協奏曲 (フィンジ)
- チェロ協奏曲 (藤倉大)
- チェロ協奏曲第1番 (プフィッツナー)
- チェロ協奏曲第2番 (プフィッツナー)
- チェロ交響曲 (ブリテン)
- コル・ニドライ (ブルッフ)
- チェロ協奏曲第1番 (プロコフィエフ)
- 交響的協奏曲 (プロコフィエフ)
- シェロモ (ブロッホ)

### へ
- チェロ協奏曲第1番 (ペンデレツキ)
- チェロ協奏曲第2番 (ペンデレツキ)

### ほ
- チェロ協奏曲第7番 (ボッケリーニ)
- チェロ協奏曲第9番 (ボッケリーニ)

## ま行

### ま
- 青の協奏曲 (デイヴィッド・マシューズ)

### み
- チェロ協奏曲 (ミャスコフスキー)
- チェロ協奏曲第1番 (ミヨー)
- チェロ協奏曲第2番 (ミヨー)
- チェロ協奏曲 (三善晃)
- 谺つり星 (チェロ協奏曲第2番) (三善晃)

## や行

### や
- チェロ協奏曲 (矢代秋雄)

### よ
- ケンタウルス・ユニット (吉松隆)

## ら行

### ら
- チェロ協奏曲第1番 (ラフ)
- チェロ協奏曲第2番 (ラフ)
- チェロ協奏曲 (ラロ)
- チェロ協奏曲 (リンドベルイ)

### る
- チェロ協奏曲 (ルーセル)
- チェロ協奏曲 (ルトスワフスキ)